# Krystian Prymula
Krystian Prymula (Świdnica, 1983. március 17. –) lengyel-német labdarúgócsatár.